# Episodi di Joséphine, ange gardien (quarta stagione)
Joséphine, ange gardien è una serie televisiva francese, andata in onda sinora per 19 stagioni. Qui sotto sono riportate le trame degli episodi della quarta stagione della trasmissione, uscita in Francia nel 2000 e in Italia nel 2016.

| n° | Titolo originale         | Titolo italiano         | Prima Tv Francia | Prima Tv Italia |
| -- | ------------------------ | ----------------------- | ---------------- | --------------- |
| 8  | Une famille pour Noël    | Una famiglia per Natale | 20 febbraio 2000 |                 |
| 9  | Le Combat de l'ange      | La lotta dell'angelo    | 8 maggio 2000    |                 |
| 10 | Des Cultures différentes | Culture diverse         | 9 ottobre 2000   |                 |
| 11 | Pour l'amour d'un ange   | Un amore impossibile    | 9 luglio 2001    |                 |

## Episodio 8: Una famiglia per Natale
- Titolo originale: Une famille pour Noël
- Diretto da:
- Scritto da:

## Episodio 9: La lotta dell'angelo
- Titolo originale: Le Combat de l'ange
- Diretto da:
- Scritto da:

## Episodio 10: Culture diverse
- Titolo originale: Des Cultures différentes
- Diretto da:
- Scritto da:

## Episodio 11: Un amore impossibile
- Titolo originale: Pour l'amour d'un ange
- Diretto da:
- Scritto da: